# Kibatalia longifolia
Espèce
Statut de conservation UICN

 CR B1+2c : 
En danger critique
Kibatalia longifolia est une espèce de plantes à fleurs de la famille des Apocynaceae trouvée aux Philippines.

## Publication originale
- Philippine Journal of Science 17: 307. 1920 [1921].